# جرقه‌ها (ترانه هیلاری داف)
«جرقه‌ها» تک‌آهنگی از هنرمند اهل ایالات متحده آمریکا هیلاری داف است که در ۷ آوریل ۲۰۱۵ منتشر شد.
این تک‌آهنگ در چارت‌های جزو ده ترانه اول قرار گرفت.